# Сантиморган
Сантиморгани́да, сантимо́рган (сокращенно: сМ) в генетике — единица измерения генетической сцепленности между полиморфными фрагментами генома (локусами или маркерами), которая определена как дистанция, на которой вероятность рекомбинации генов в мейозе составляет 1 %. Условная дистанция здесь не является физическим расстоянием, хотя и коррелирует с расстоянием между фрагментами генома вдоль цепи ДНК, выраженным в количестве пар оснований. Чем больше дистанция в сантиморганидах, тем меньше сцепленность участков ДНК, т.е. больше вероятность кроссинговера этих участков.

## Этимология
Название единицы было дано Альфредом Генри Стуртевантом в честь его учителя, Томаса Ханта Моргана.

## Отношение к физическому расстоянию
Число пар оснований, которому соответствует сантиморганида, широко варьирует по всему геному — различные регионы хромосомы имеют различную склонность к кроссинговеру. Кроме того, это число существенно различается у разных биологических видов. Так, в организме человека одна сантиморганида соответствует примерно одной мегабазе (одному миллиону пар оснований), в то время как малярийный плазмодий Plasmodium falciparum имеет среднее расстояние рекомбинации в ~15 килобаз (кб) на одну сантиморганиду: маркеры, разделенные по 15 кб ДНК (15 тысяч нуклеотидов), имеют ожидаемый уровень кроссинговеров в 1 % на поколение.
Среднее расстояние рекомбинации, соответствующее 1 сантиморганиде, неодинаково у самцов и самок. Так, было подсчитано, что аутосомный (т.е. не включающий половые хромосомы) геном человека у женщин имеет суммарную длину 4782 сМ, а у мужчин — только 2809 сМ. Это означает, что рекомбинация при образовании женских гамет у человека происходит гораздо чаще, чем мужских. У самцов дрозофилы (в отличие от самок) и у самок тутового шелкопряда (в отличие от самцов) кроссинговер вообще не происходит, что соответствует нулевой дистанции (полной генетической сцепленности) между любыми генами в хромосоме. 
Обратите внимание, что не-синтенные гены (гены, расположенные на разных хромосомах) отделены по своей сути и расстояния в сМ к ним не применимы.

## Отношение к вероятности рекомбинации
Так как генетическая рекомбинация между двумя маркерами обнаруживается только в том случае, если имеется нечётное число кроссинговеров между ними, то расстояние, выраженное в сантиморганах, не вполне соотносится с вероятностью генетической рекомбинации.
Если принять в качестве модели картирующую функцию Холдейна, где количество кроссинговеров соотносится с распределением Пуассона, генетическое расстояние d приведёт к нечётному числу кроссинговеров (а значит и обнаружит генетическую рекомбинацию) с вероятностью P, вычисляемой по формуле:
{\displaystyle P\left[{\text{рекомбинация}}|{\text{сцепленность  }}d{\text{ cM}}\right]=\sum _{k=0}^{\infty }P\left[2k+1{\text{ кроссинговеров}}|{\text{сцепленность }}d{\text{ cM}}\right]=}
{\displaystyle {}=\sum _{k=0}^{\infty }e^{-d/100}{\frac {(d/100)^{2\,k+1}}{(2\,k+1)!}}=e^{-d/100}\operatorname {sh} (d/100)={\frac {1-e^{-2d/100}}{2}}\,,}
где sh — функция гиперболического синуса. Вероятность рекомбинации составляет около d/100 для малых значений d и достигает 50 % по мере того, как d стремится к бесконечности.
Эту формулу можно обратить, получив расстояние в сантиморганах как функцию вероятности рекомбинации:
{\displaystyle d=50\ln \left({\frac {1}{1-2P\left[{\text{рекомбинация}}\right]}}\right)\,.}